# 庫拉赫區

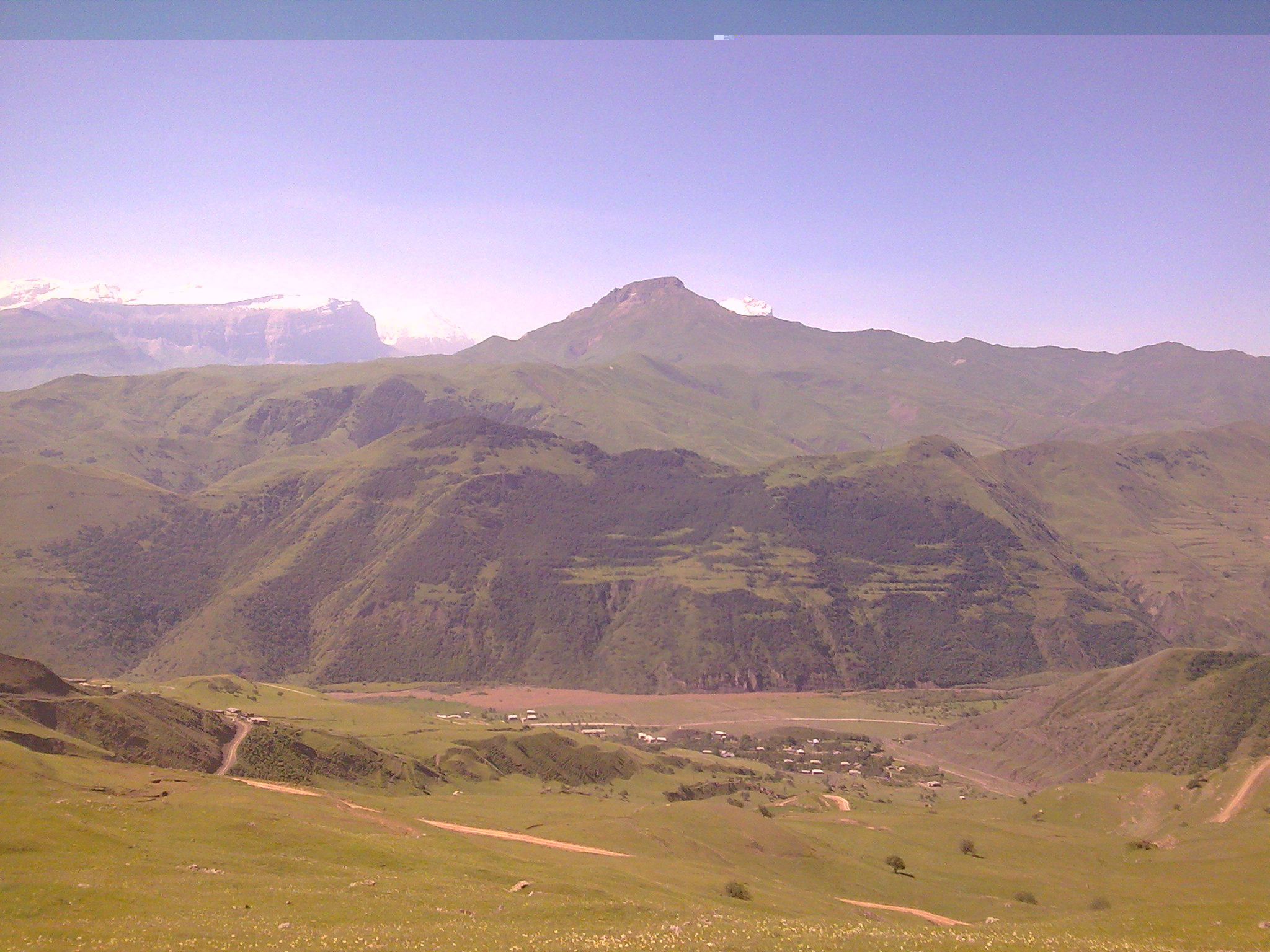

41°35′N 47°47′E / 41.583°N 47.783°E
庫拉赫區（俄语：Курахский район），是俄羅斯的一個區，位於該國西南部，由達吉斯坦共和國負責管轄，面積740平方公里，2010年人口15,434，人口密度每平方公里20.86人。